# Kirgiskie Siły Powietrzne
Kirgiskie Siły Powietrzne – jeden z rodzajów Sił Zbrojnych Republiki Kirgiskiej. Kirgistan ma przedostatnią co do wielkości (ostatnia jest Mołdawia) flotę statków powietrznych spośród państw Wspólnoty Niepodległych Państw. Wojsko dysponuje śmigłowcami, samolotami treningowymi oraz specjalnymi. 

## Wyposażenie[1][2]
Samoloty treningowe:
- 3 – Aero L-39 Albatros

Samoloty transportowe:
- 2 – An-26
- 1 – Tu-154M

Śmigłowce:
- 2 – Mi-24
- 8 – Mi-8